# Corps de la Garde
Le corps de la Garde (en allemand : Gardekorps) est un commandement au niveau du corps des armées prussiennes puis impériales allemandes du XIXe siècle à la Première Guerre mondiale.
Le corps de la Garde avait son quartier général à Berlin, avec ses unités en garnison dans la ville et les villes voisines (Potsdam, Jüterbog, Döberitz). Contrairement à tous les autres corps de l'armée impériale allemande, il ne recrutait pas dans une zone spécifique, mais dans toute la Prusse et les "terres impériales" d'Alsace-Lorraine.
Le corps de la Garde a servi dans la guerre austro-prussienne. Pendant la guerre franco-prussienne, il est affecté à la 2e armée.
En temps de paix, le corps de la Garde est affecté à la 2e inspection de l'armée mais rejoint la 2e armée au début de la Première Guerre mondiale. Il existait encore à la fin de la guerre dans la 4e armée, Heeresgruppe Kronprinz Rupprecht, sur le front occidental. Le corps de la garde a été dissous avec la démobilisation de l'armée allemande après la Première Guerre mondiale.

## Guerre austro-prussienne
Le corps de la Garde a combattu dans la guerre austro-prussienne contre l'Autriche en 1866, y compris la bataille de Königgrätz.

## Guerre franco-prussienne
Le corps de la Garde a servi dans la guerre franco-prussienne contre la France en 1870-1871 dans le cadre de la 2e Armée. Il a vu l'action dans la bataille de Gravelotte, la bataille de Sedan et le siège de Paris (y compris la bataille du Bourget), entre autres actions.

## Commandants
Le Corps de la Garde a eu les commandants suivants au cours de son existence, :
| Depuis            | Rang                   | Nom                             |
| ----------------- | ---------------------- | ------------------------------- |
| 20 septembre 1814 | General der Infanterie | Duc Charles de Mecklembourg     |
| 30 mars 1838      | Generalleutnant        | Prince Guillaume de Prusse      |
| 23 mai 1848       | Generalleutnant        | Karl von Prittwitz              |
| 2 juin 1853       | General der Kavallerie | Karl von der Gröben             |
| 3 juin 1858       | General der Kavallerie | Prince Auguste de Wurtemberg    |
| 30 août 1882      | General der Kavallerie | Guillaume de Brandebourg        |
| 21 août 1884      | General der Infanterie | Alexandre von Pape              |
| 19 septembre 1888 | General der Infanterie | Oskar von Meerscheidt-Hüllessem |
| 6 mai 1893        | General der Infanterie | Hugo von Winterfeld             |
| 18 août 1897      | General der Infanterie | Max von Bock und Polach         |
| 27 janvier 1902   | General der Infanterie | Gustav von Kessel               |
| 29 mai 1909       | General der Infanterie | Alfred von Loewenfeld           |
| 1 mars 1913       | General der Infanterie | Karl von Plettenberg            |
| 6 février 1917    | General der Infanterie | Ferdinand von Quast             |
| 9 septembre 1917  | General der Kavallerie | Alfred zu Dohna-Schlobitten     |
| 2 novembre 1917   | Generalleutnant        | Alfred von Böckmann             |